# Cantone di Pierre-de-Bresse
Il Cantone di Pierre-de-Bresse è una divisione amministrativa dell'arrondissement di Louhans.
A seguito della riforma approvata con decreto del 18 febbraio 2014, che ha avuto attuazione dopo le elezioni dipartimentali del 2015, è passato da 17 a 33 comuni.

## Composizione
I 17 comuni facenti parte prima della riforma del 2014 erano:
- Authumes
- Beauvernois
- Bellevesvre
- La Chapelle-Saint-Sauveur
- Charette-Varennes
- La Chaux
- Dampierre-en-Bresse
- Fretterans
- Frontenard
- Lays-sur-le-Doubs
- Montjay
- Mouthier-en-Bresse
- Pierre-de-Bresse
- Pourlans
- La Racineuse
- Saint-Bonnet-en-Bresse
- Torpes

Dal 2015 i comuni appartenenti al cantone sono i seguenti 33:
- Authumes
- Beaurepaire-en-Bresse
- Beauvernois
- Bellevesvre
- Bosjean
- Bouhans
- La Chapelle-Saint-Sauveur
- Charette-Varennes
- La Chaux
- Dampierre-en-Bresse
- Devrouze
- Diconne
- Frangy-en-Bresse
- Fretterans
- Frontenard
- Lays-sur-le-Doubs
- Mervans
- Montjay
- Mouthier-en-Bresse
- Pierre-de-Bresse
- Le Planois
- Pourlans
- La Racineuse
- Saillenard
- Saint-Bonnet-en-Bresse
- Saint-Germain-du-Bois
- Savigny-en-Revermont
- Sens-sur-Seille
- Serley
- Serrigny-en-Bresse
- Le Tartre
- Thurey
- Torpes